# Episodi di Jewelpet Sunshine
Questa è la lista degli episodi della serie televisiva anime Jewelpet Sunshine, la terza del franchise di Jewelpet.
La serie è composta di 52 episodi ed è stata trasmessa in Giappone su TV Tokyo dal 9 aprile 2011 al 31 marzo 2012 il sabato alle 9:30, ed ogni episodio veniva trasmesso nei giorni successivi su TV Osaka e altre reti.
La maggior parte degli episodi della terza serie sono divisi in due sotto-episodi di circa dieci minuti l'uno, ognuno con un titolo. Tutti i titoli, tranne quello della prima parte dell'episodio 36, terminano con la parola inglese yay! ("urrà!", "evviva!"), scritta in katakana come ieih! (イェイッ!?).
| Nº | Titolo italiano (tradotto) Giapponese 「Kanji」 - Rōmaji | In onda           | In onda |
| Nº | Titolo italiano (tradotto) Giapponese 「Kanji」 - Rōmaji | Giapponese        |         |
| 1  | Il maestro Iruka è arrivato yay! / Lettere d'amore trovate yay! 「イルカ先生がやって来たイェイッ! / ラブレターみっけイェイッ!」 - Iruka sensei ga yattekita ieih! / Raburetā mikke ieih!                              | 9 aprile 2011     |         |
| 2  | Labra e Angela yay! / Anche Hinata e Peridot yay! 「ラブラとエンジェラがイェイッ! / ひなたとペリドットもイェイッ!」 - Rabura to Enjera ga ieih! / Hinata to Peridotto mo ieih!                                        | 16 aprile 2011    |         |
| 3  | Garnet tiene duro yay! / Qualcuno mi... yay! 「ガーネットがんばるイェイッ! / 誰かが私を･･･イェイッ!」 - Gānetto ganbaru ieih! / Dareka ga watashi o ...ieih!                                                          | 23 aprile 2011    |         |
| 4  | Il segreto di Sapphie yay! 「サフィーのひみつイェイッ!」 - Safī no himitsu ieih! | 30 aprile 2011    |         |
| 5  | Il Gran Premio di Iruka yay! / Addio Sezione Prugna yay! 「イルカグランプリでイェイッ! / さよなら梅組イェイッ!」 - Iruka guranpuri de ieih! / Sayonara Umegumi ieih!                                                  | 7 maggio 2011     |         |
| 6  | Ruby fa i biscotti yay! / Rald del divieto yay! 「ルビーのクッキー作りイェイッ! / 禁断のラルドさんイェイッ!」 - Rubī no kukkī dukuri ieih! / Kindan no Rarudo-san ieih!                                               | 14 maggio 2011    |         |
| 7  | Nel Thanksjewel Day yay! 「サンクスジュエルデーにイェイッ!」 - Sankusujueru Dē ni ieih! | 21 maggio 2011    |         |
| 8  | La storia d'amore di Charotte yay! / Il curry di Jasper yay! 「チャロットの恋物語イェイッ! / カレーなるジャスパーイェイッ!」 - Charotto no koi monogatari ieih! / Karē naru Jasupā ieih!                              | 28 maggio 2011    |         |
| 9  | Nel mondo umano yay! 「人間界でイェイッ!」 - Ningenkai de ieih! | 4 giugno 2011     |         |
| 10 | Allo Strawberry Cafe yay! / Mira allo scoop! Yay! 「ストロベリーカフェでイェイッ! / スクープを狙え!イェイッ!」 - Sutoroberī Kafe de ieih! / Sukūpu o nerae! Ieih!                                                     | 11 giugno 2011    |         |
| 11 | Benvenuta venerabile Jewelina yay! / Yay! con il presidente del consiglio studentesco e Opal 「ようこそジュエリーナ様イェイッ! / 委員長とオパールでイェイッ!」 - Yōkoso Juerīna-sama ieih! / Iinchō to Opāru de ieih! | 18 giugno 2011    |         |
| 12 | Yay! con il pieno di fango / Yay! con la magia nera del terrore 「どろだらけでイェイッ! / 恐怖の黒い魔法イェイッ!」 - Doro darake de ieih! / Kyōfu no kuroi mahō de ieih!                                             | 25 giugno 2011    |         |
| 13 | Yay! al corso di consultazione 「進路相談でイェイッ!」 - Shinro sōdan de ieih! | 2 luglio 2011     |         |
| 14 | Yay! con i palpitanti fuochi d'artificio / Yay! con il paka paka paka 「ドキドキ花火でイェイッ! / パカーパカーパカーイェイッ!」 - Dokidoki hanabi de ieih! / Pakā pakā pakā de ieih!                                  | 9 luglio 2011     |         |
| 15 | Yay! con la via dell'uomo di Titana / Yay! alla prova di coraggio 「チターナの男道イェイッ!/きもだめしでイェイッ!」 - Chitāna no otoko-dō ieih! / Kimodameshi de ieih!                                                | 16 luglio 2011    |         |
| 16 | Yay! con Ruby e Sapphie / Yay! con la misteriosa ladra Ruby 「ルビーとサフィーでイェイッ! / 怪盗ルビーでイェイッ!」 - Rubī to Safi de ieih! / Kaitō Rubī de ieih!                                                     | 23 luglio 2011    |         |
| 17 | Yay! con... la sopravvivenza nell'isola deserta? 「無人島でサバイバル?イェイッ!」 - Mujintō de sabaibaru? de ieih! | 30 luglio 2011    |         |
| 18 | Yay! nella terra del palazzo del re dei draghi 「リューグーランドでイェイッ!」 - Ryūgū-rando de ieih! | 6 agosto 2011     |         |
| 19 | Yay! con il tesoro dei pirati 「海賊の秘宝でイェイッ!」 - Kaizoku no hihō de ieih! | 13 agosto 2011    |         |
| 20 | Yay! con estate, amore e avventure 「夏と恋と冒険でイエイッ!」 - Natsu to koi to bōken de ieih! | 20 agosto 2011    |         |
| 21 | Yay! con Triple Axel / Yay! con il pericolo dei compiti a casa 「トリプルアクセルでイエイッ! / 宿題ピンチでイエイッ!」 - Toripuru Akuseru de ieih! / Shukudai pinchi de ieih!                                         | 27 agosto 2011    |         |
| 22 | Shōko e Master yay! / Garnet e Masago yay! 「晶子とマスターがイエイッ! / ガーネットと真砂がイエイッ!」 - Shōko to Masutā ga ieih! / Gānetto to Masago ga ieih!                                                        | 3 settembre 2011  |         |
| 23 | Yay! sull'assortimento di dizionari / Yay! con il doppio diario segreto 「すンごいアレでイェイッ! / ナイショの二人っきりイェイッ!」 - Sun-goi are de ieih! / Naisho no futarikkiri de ieih!                           | 10 settembre 2011 |         |
| 24 | Yay! con... olé! Tōr / Yay! con Yaginuma e... 「オ・レ!トールイェイッ! / 八木沼くんとイェイッ!」 - O re! Tōru de ieih! / Yaginuma-kun to de ieih!                                                                     | 17 settembre 2011 |         |
| 25 | Yay! con... se si canta sotto la pioggia 「雨にうたえばイェイッ!」 - Ame ni utaeba de ieih! | 24 settembre 2011 |         |
| 26 | Yay! con la stressante grande esplosione d'amore / Yay! al debutto al party 「恋のストレス大爆発イェイッ! / 合コンデビューでイェイッ!」 - Koi no sutoresu dai bakuhatsu de ieih! / Gōkon debyū de ieih!               | 1º ottobre 2011   |         |
| 27 | Yay! con... è la festa dello sport! 「体育祭だよ!イェイッ!」 - Taiiku-sai da yo! De ieih! | 8 ottobre 2011    |         |
| 28 | Yay! al doppio appuntamento / Yay! nel discorso tra ragazze 「ダブルデートでイェイッ! / ガールズトークでイェイッ!」 - Daburu dēto de ieih! / Girls talk (gāruzu tōku) de ieih!                                        | 15 ottobre 2011   |         |
| 29 | I tamagoyaki dal cattivo gusto yay! / Yay! con... Ruby è Kanon - Prima parte 「玉子焼きは不良の味イェイッ! / ルビーが花音でイェイッ!前編」 - Tamagoyaki wa furyō no aji ieih! / Rubī ga Kanon de ieih! Zenpen         | 22 ottobre 2011   |         |
| 30 | Tutti gli uomini di Iruka yay! / Yay! con... Ruby è Kanon - Seconda parte 「ほらあなたの後ろにイェイッ! / ルビーが花音でイェイッ!後編」 - Hora anata no ushiro ni ieih! / Rubī ga Kanon de ieih! Kōhen                | 29 ottobre 2011   |         |
| 31 | La scomparsa del "Jewel Bread" yay! / M-Kage yay! Prima parte 「幻のジュエルパンでイェイッ! / 薔薇のM-kageイェイッ!前編」 - Maboroshi no Juerupan de ieih! / Bara no Emu-Kage ieih! Zenpen                            | 5 novembre 2011   |         |
| 32 | Baby Umegumi yay! / M-Kage yay! Seconda parte 「梅組ベイビーイェイッ! / 薔薇のM-kageイェイッ!後編」 - Umegumi beibī ieih! / Bara no Emu-Kage ieih! Kōhen                                                              | 12 novembre 2011  |         |
| 33 | Ruggito! Yay! con le Jewel Shoes / Yay! con il pascolo di Flora 「爆走!ジュエルシューズでイェイッ! / フローラの牧場でイェイッ!」 - Bakusō! Juerushūzu de ieih! / Furōra no bokujō de ieih!                            | 19 novembre 2011  |         |
| 34 | È un musical! Yay! 「ミュージカルだよ!イェイッ!」 - Myūjikaru da yo! Ieih! | 26 novembre 2011  |         |
| 35 | Il segreto di Tour yay! / Addio Kanon yay! Prima parte 「トールのひみつイェイッ! / さよなら花音イェイッ!前編」 - Tōru no himitsu ieih! / Sayonara Kanon ieih! Zenpen                                                  | 3 dicembre 2011   |         |
| 36 | Uhyoih! con i Jugempet / Addio Kanon yay! Seconda parte 「ジュゲムペットでウヒョイッ! / さよなら花音イェイッ!後編」 - Jugemupetto de uhyoih! / Sayonara Kanon ieih! Kōhen                                             | 10 dicembre 2011  |         |
| 37 | Anno che va, anno che viene yay! 「ゆく年くる年イェイッ!」 - Yuku toshi kuru toshi ieih! | 17 dicembre 2011  |         |
| 38 | Yay! con gli Sweetspet Yay! / La preghiera della notte santa yay! 「スウィーツペットでイェイッ! / 聖夜の祈りイェイッ!」 - Suwītsupetto de ieih! / Seiya no inori ieih!                                                | 24 dicembre 2011  |         |
| 39 | Due persone nel deserto yay! 「荒野の二人イェイッ!」 - Kōya no futari ieih! | 31 dicembre 2011  |         |
| 40 | Tutti congelati yay! 「みんな凍っちゃってイェイッ!」 - Minna kōcchatte ieih! | 7 gennaio 2012    |         |
| 41 | La prova di Labra Yay! / Mikage dei segreti yay! 「ラブラの試練イェイッ! / ひみつの御影くんイェイッ!」 - Rabura no shiren ieih! / Himitsu no Mikage-kun ieih!                                                         | 14 gennaio 2012   |         |
| 42 | Angela del vento yay! 「風のエンジェライェイッ!」 - Kaze no Enjera ieih! | 21 gennaio 2012   |         |
| 43 | I sogni di Hinata yay! 「ひなたの夢がイェイッ!」 - Hinata no yume ga ieih! | 28 gennaio 2012   |         |
| 44 | Yay! alla nascita di una star 「スタア誕生でイェイッ!」 - Sutā tanjō de ieih! | 4 febbraio 2012   |         |
| 45 | È San Valentino! Yay! 「バレンタインだよ!イェイッ!」 - Barentain da yo! Ieih! | 11 febbraio 2012  |         |
| 46 | Yay! con l'amore proibito 「禁断の恋でイェイッ!」 - Kindan no koi de ieih! | 18 febbraio 2012  |         |
| 47 | Un desiderio davanti ad una stella... yay! 「星に願いを…イェイッ!」 - Hoshi ni negai o... ieih! | 25 febbraio 2012  |         |
| 48 | Yay! con la creazione di un album 「アルバム作りでイェイッ!」 - Arubamu tsukuri de ieih! | 3 marzo 2012      |         |
| 49 | Chiamatemi Principessa Oscura! Yay! 「ダージョ様とおよび!イェイッ!」 - Dājo-sama to oyobi! Ieih! | 10 marzo 2012     |         |
| 50 | Yay! alla guerra del Dark Jewel 「ダークジュエル大戦でイェイッ!」 - Dākujueru taisen de ieih! | 17 marzo 2012     |         |
| 51 | L'anello di Ruby yay! 「ルビーの指輪イェイッ!」 - Rubī no yubiwa ieih! | 24 marzo 2012     |         |
| 52 | La cerimonia di diploma! Yay! 「卒業式だよ!イェイッ!」 - Sotsugyōshiki da yo! Ieih! | 31 marzo 2012     |         |